# Sap (Slowakei)
Sap (bis 1948 slowakisch „Szap“, 1948 bis 1990 „Palkovičovo“; ungarisch Szap) ist eine Gemeinde in der südwestlichen Slowakei an der Donau und der Grenze zu Ungarn gelegen.

## Geschichte

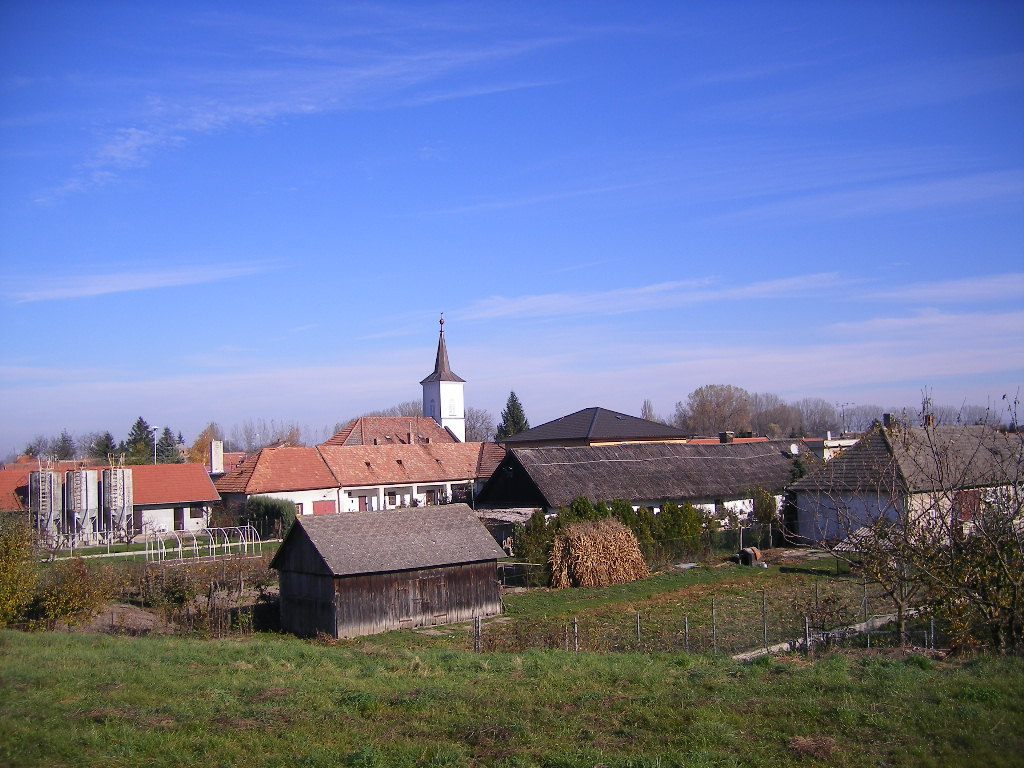
Blick in den Ort

Sap wurde 1289 (andere Quellen sprechen von 1255) zum ersten Mal schriftlich erwähnt, 1455 kam der Ort zur Pressburger Herrschaft.
Bis 1918 gehörte der Ort zum Königreich Ungarn und kam dann zur neu entstandenen Tschechoslowakei, durch den Ersten Wiener Schiedsspruch kam die Gemeinde von 1938 bis 1945 kurzzeitig wieder zu Ungarn.
1948 wurde die Gemeinde zu Ehren des slowakischen Dichters Juraj Palkovič in Palkovičovo umbenannt.

## Bevölkerung
| Jahr                | 1994 | 2004    | 2014    | 2024    |
| ------------------- | ---- | ------- | ------- | ------- |
| Anzahl der Personen | 566  | 541     | 522     | 503     |
| Unterschied         |      | −4,41 % | −3,51 % | −3,63 % |

| Jahr                | 2023 | 2024 |
| ------------------- | ---- | ---- |
| Anzahl der Personen | 503  | 503  |
| Unterschied         |      | +0 % |

## Allgemeines
Die Einwohner sind fast ausschließlich Ungarn (98 %). Sie leben vorwiegend von der Landwirtschaft und dem Fischfang.
Im Ort gibt es eine Kirche im klassizistischen Stil aus dem 18. Jahrhundert. Westlich des Ortes endet im Verlauf der Donau das Kraftwerk Gabčíkovo.